# ميخائيل أروابارينا
ميخائيل أروابارينا (بالإسبانية: Mikel Arruabarrena) هو لاعب كرة قدم إسباني في مركز الهجوم، ولد في 9 فبراير 1983 في تولوسا في إسبانيا. شارك مع منتخب إسبانيا تحت 16 سنة لكرة القدم ومنتخب إقليم الباسك لكرة القدم. أما مع النوادي، فقد لعب مع أتلتيك بيلباو ب وأوساسونا ب وأيل ليماسول وليغيا وارسو ونادي إيبار ونادي باسكونيا ونادي بونتيفيدرا ونادي تينيريفي ونادي خيريث ونادي فوينلابرادا ونادي ليغانيس ونادي هويسكا.

## وصلات خارجية
- ميخائيل أروابارينا على موقع قاعدة بيانات كرة القدم.إي يو (الإنجليزية)
- ميخائيل أروابارينا على موقع Soccerway.com (الإنجليزية)
- ميخائيل أروابارينا على موقع AS.com (الإسبانية)